# Kalasakopp, Bagalkot
Kalasakopp là một làng thuộc tehsil Bagalkot, huyện Bagalkot, bang Karnataka, Ấn Độ.